# Cincloramphus llaneae
La yerbera de Bougainville (Cincloramphus llaneae) es una especie de ave paseriforme de la familia Locustellidae endémica de la isla Bougainville. Anteriormente se consideraba conespecifica de la yerbera de Melanesia y la yerbera de Gillard.

## Distribución y hábitat
Se encuentra únicamente en la isla Bougainville, ubicada en el archipiélago de las islas Salomón pero perteneciente a Papúa Nueva Guinea. Su hábitat natural son los bosques húmedos tropicales de los montes del interior de la isla y los herbazales.